# Synema glaucothorax
Synema glaucothorax là một loài nhện trong họ Thomisidae.
Loài này thuộc chi Synema. Synema glaucothorax được miêu tả năm 1934 bởi Piza.